# Herrlisheim-près-Colmar
Herrlisheim-près-Colmar je občina v departmaju Haut-Rhin francoske regije Alzacija.
Leta 2012 je v občini živelo 1.808 oseb oz. 235 oseb/km².